# Arcanum ilimitado: La colección del Cosmere
Arcanum ilimitado: La colección del Cosmere es una colección de relatos cortos y novelas breves de fantasía épica escrita por el autor estadounidense Brandon Sanderson, ambientada en su universo Cosmere. Fue publicada el 22 de noviembre de 2016 por Tor Books.

## Contenido
Los nueve relatos de la colección están ambientados en los mundos de Roshar, Scadrial, Sel, Threnody, First of the Sun y Taldain, que forman parte del universo Cosmere de Sanderson. La colección también incluye ensayos e ilustraciones de los distintos sistemas planetarios en los que se desarrollan las historias. Todos los relatos han sido publicados individualmente o como parte de antologías de varios autores en el pasado.
La colección incluye las siguientes obras:
1. The Emperor's Soul, una novela breve publicada originalmente en 2012 #The Hope of Elantris, publicado originalmente como libro electrónico en 2007
2. The Eleventh Metal, publicado originalmente en 2011 como parte del Mistborn Adventure Game
3. Allomancer Jak and the Pits of Eltania, publicado originalmente el 3 de agosto de 2014 como parte de la extensión Alloy of Law del Mistborn Adventure Game
4. Mistborn: Secret History, una novela corta publicada originalmente en 2016 como libro electrónico
5. White Sand, un extracto de la novela gráfica publicada originalmente en 2016 y una sección de apertura inédita de la versión original en prosa de la historia.
6. Shadows for Silence in the Forests of Hell, una novela breve publicada originalmente en 2013 en la antología Dangerous Women #Sixth of the Dusk, una novela corta publicada originalmente en 2014 en la antología Shadows Beneath
7. Edgedancer, una novela breve de El archivo de las tormentas

## Recepción
Publishers Weekly calificó la colección como lectura obligatoria para los fanáticos del trabajo de Sanderson y señaló que también ofrece mucho a los lectores que no se intimidan al aprender mucho. Kirkus Reviews escribió que muchos de los relatos eran "buenos... con toda la perspicacia rápida, los escenarios detallados y los personajes memorables que los fanáticos esperan de este prolífico escritor". Sin embargo, también afirmaron que algunos de los relatos carecían de un desarrollo sólido de personajes y parecían "más como escenas eliminadas".